# TRPチャネル
TRPチャネル (Transient receptor potential channel)または一過性受容体電位型チャネルとは、もともとショウジョウバエの視覚（光受容）変異体の原因遺伝子TRP（transient receptor potential）にコードされるタンパク質と相同性をもつ非選択的カチオンチャネルの総称であり、脊椎動物にも広く分布する。特に、温度受容体としての機能が知られるほか、さまざまな化学的・物理的刺激を感受するセンサーとして多様な生体機能に関与している。

## ファミリー
以下の7つのサブファミリーがある。
- TRPC（英語版）(canonical)
- TRPV（英語版）(vanilloid)
  - TRPV1
- TRPM(melastatin)
- TRPN（英語版）(nompC)
- TRPA（英語版）(ankyrin)
- TRPML（英語版）(mucolipin)
- TRPP（英語版）(polycystin)